# ضفدع بثري إهرنبرغي
ضفدع بثري إهرنبرغي (ضفدع عربي خماسي الأصابع أو ضفدع عربي متزلق) (الاسم العلمي: Euphlyctis ehrenbergii)، هو نوع من الضفادع من فصيلة ضفادع متشعبة اللسان. إنهُ متوطن في جنوب غرب شبه الجزيرة العربية في السعودية واليمن. لقد تُعومل معهُ على أنه نويع من الضفدع البثري الأزرق (Euphlyctis cyanophlyctis)، ولكنه يعتبر الآن من الأنواع الصحيحة (صالحة). اسم النوع مُهدى لكريستيان غوتفريد إهرنبرغ (1795–1876)، عالم طبيعي ألماني.
الضفدع البثري الإهرنبرغي مقصور على مناطق المياه الدائمة والمؤقتة في ساحل ولاية البحر الأحمر في اليمن والمملكة العربية السعودية. هو نوع مائي للغاية، يمكن أن يتواجد أيضًا في المناطق المروية.